# Эйрбас (футбольный клуб)
«Эйрбас» — валлийский футбольный клуб, представляющий город Бротон. В настоящий момент выступает в премьер-лиге Уэльса. Основан в 1946 году, домашние матчи проводит на стадионе «Эйрфилд», который вмещает 2 100 зрителей.
Клуб сформирован на базе авиазавода и за свою историю сменил несколько названий в соответствии с изменением названия предприятия. Первоначально он был известен как «Викерс-Армстронг» (англ. Vickers-Armstrong), затем как «Де-Хэвилендс» (англ. de Havillands), «Хокер-Сиддли» (англ. Hawker Siddeley), «Бритиш-Эроспейс» (англ. British Aerospace) и «Би-Эй-И системс» (англ. BAE Systems).

## Достижения
- Национальная Лига Уэльса Дивизион 2 Чемпион: 1991-92.
- Национальная Лига Уэльса Дивизион 1 Полуфинал: 1995-96.
- Национальная Лига Уэльса Премьер Дивизион Чемпион: 1999-00.
- Cymru Alliance Чемпион: 2003-04.